# 港南区 (貴港市)
港南区（こうなん-く）は中華人民共和国広西チワン族自治区貴港市に位置する市轄区。

## 行政区画
- 街道:江南街道、八塘街道
- 鎮:橋圩鎮、木格鎮、木梓鎮、湛江鎮、東津鎮、新塘鎮、瓦塘鎮